# Remagen
Remagen je město v zemském okrese Ahrweiler ve spolkové zemi Porýní-Falc v Německu. Remagen se rozkládá po obou březích řeky Rýn. V roce 2014 zde žilo 16 103 obyvatel.
V březnu 1945 se přes most u Remagenu podařilo spojencům překročit Rýn.

## Městské části
Remagen je tvořen městskými částmi:
- Unkelbach
- Kripp

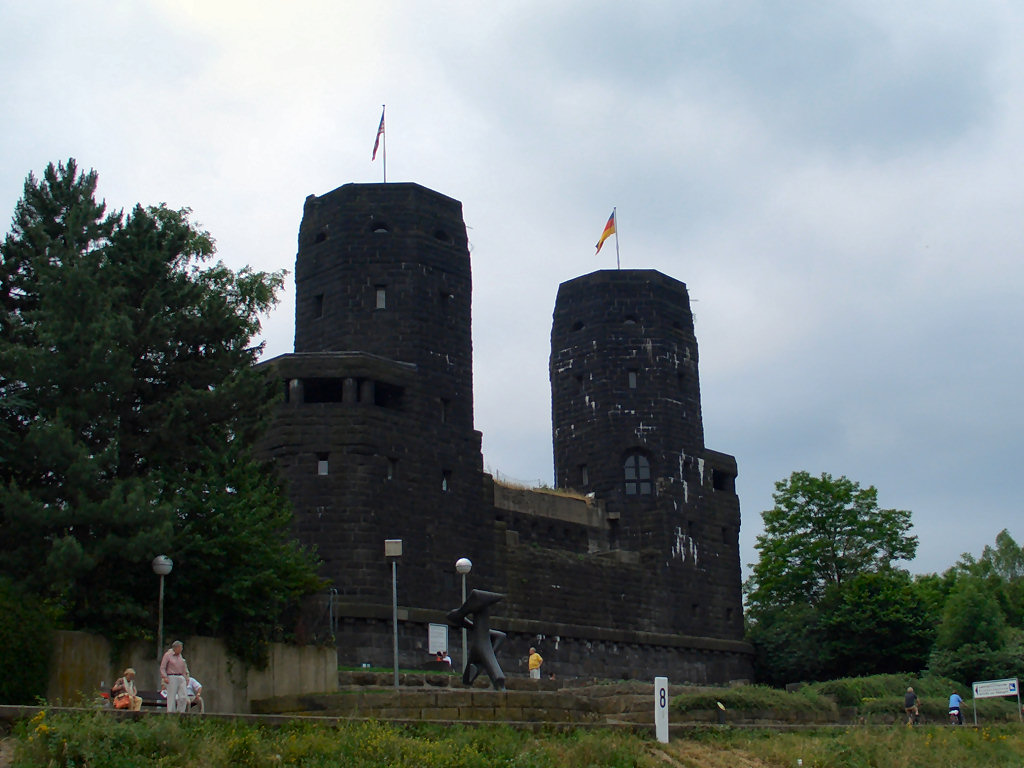
Mostní věže

- Oberwinter – části Bandorf, Birgel a Rolandseck
- Rolandswerth – části Rodderberg, Rodderberghof a Rolandsbogen a ostrov Nonnenwerth
- Oedingen

## Osobnosti města
- Rudolf Caracciola (1901–1959), nejúspěšnější německý automobilový závodník v předválečném období
- Thomas Gottschalk (* 1950), televizní konferenciér a moderátor

## Partnerská města
- Georgsmarienhütte, Dolní Sasko, Německo
- Maisons-Laffitte, Francie